# Gastronomía de Canarias

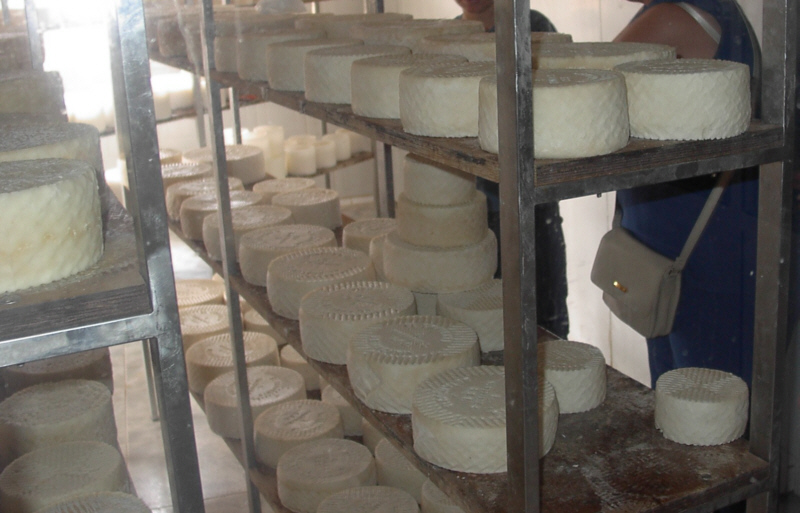
Quesos de Fuerteventura.

La gastronomía de Canarias está compuesta por los platos tradicionales del archipiélago canario (España) y constituye un importante elemento de la identidad cultural del pueblo canario. Se caracteriza por su sencillez, variedad, riqueza de ingredientes, producida por la fragmentación del territorio (pudiendo encontrarse en cada isla recetas diferenciadas), la variedad de los productos de la tierra y el mar de las islas, y su carácter ecléctico, debido a los múltiples aportes culturales que ha recibido a lo largo de su historia, y por el relativo desconocimiento que de ella se tiene en el exterior. La gastronomía canaria está influida por otras cocinas, sobre todo por la herencia de los guanches y la influencia de la gastronomía latinoamericana, muy especialmente de la venezolana, país con el que el archipiélago ha tenido históricas relaciones humanas y culturales desde el siglo XIX y especialmente a mediados del siglo XX. Por último, se encuentran reminiscencias de la gastronomía africana continental.

## Historia
Según la teoría más aceptada, los aborígenes canarios fueron un pueblo bereber que se desplazó a las islas con sus rebaños y cultivo.
El gofio, harina obtenida de la cebada tostada, era su alimento principal. Este producto se ha mantenido en la gastronomía canaria como elemento fundamental de la misma, preparándose en muy diversas formas, y elaborándose a partir de distintos tipos de granos, como el trigo o el millo (maíz). Tradicionalmente, el gofio se portaba en un zurrón y se mezclaba con agua amasándose hasta lograr una pasta conocida como gofio amasado. 
Los aborígenes canarios tenían en los productos cárnicos una parte importante de su dieta, fundamentalmente procedentes de los rebaños de cabras y ovejas, así como del cerdo. Consumían también leche y manteca. Su dieta se completaba con productos recolectados, como los dátiles y ciertos tipos de higos, además de mariscos recogidos en las costas de las islas.
Se sabe que los romanos se acercaron a las costas de Canarias manteniendo esporádicos contactos con la población indígena, lo cual permitió la llegada de productos de otras zonas, como los higos y las aceitunas. 
Tras la conquista castellana del siglo XV, las islas se convirtieron en escala obligatoria para los viajes a América, provocándose la llegada masiva de comerciantes de ambos lados del Atlántico, que trajeron consigo sus costumbres culinarias. Entre ellas destacan las aportaciones de las gastronomías de la península ibérica, así como la importancia que cobraron en las islas las recetas elaboradas a partir de productos traídos de América, como la papa o el maíz (llamado en Canarias millo, por influencia del portugués).
La historia de Canarias en la época moderna y contemporánea ha estado marcada por la sucesión de distintos cultivos de exportación, en los que se ha ido basando la economía de las islas. Todas estas producciones han ido dejando su huella en la culinaria isleña. Es el caso del cultivo del azúcar de caña (con el que se elabora el ron o recetas típicas como el bienmesabe y las rapaduras), el cultivo de la vid o el plátano.

## Entrantes y embutidos

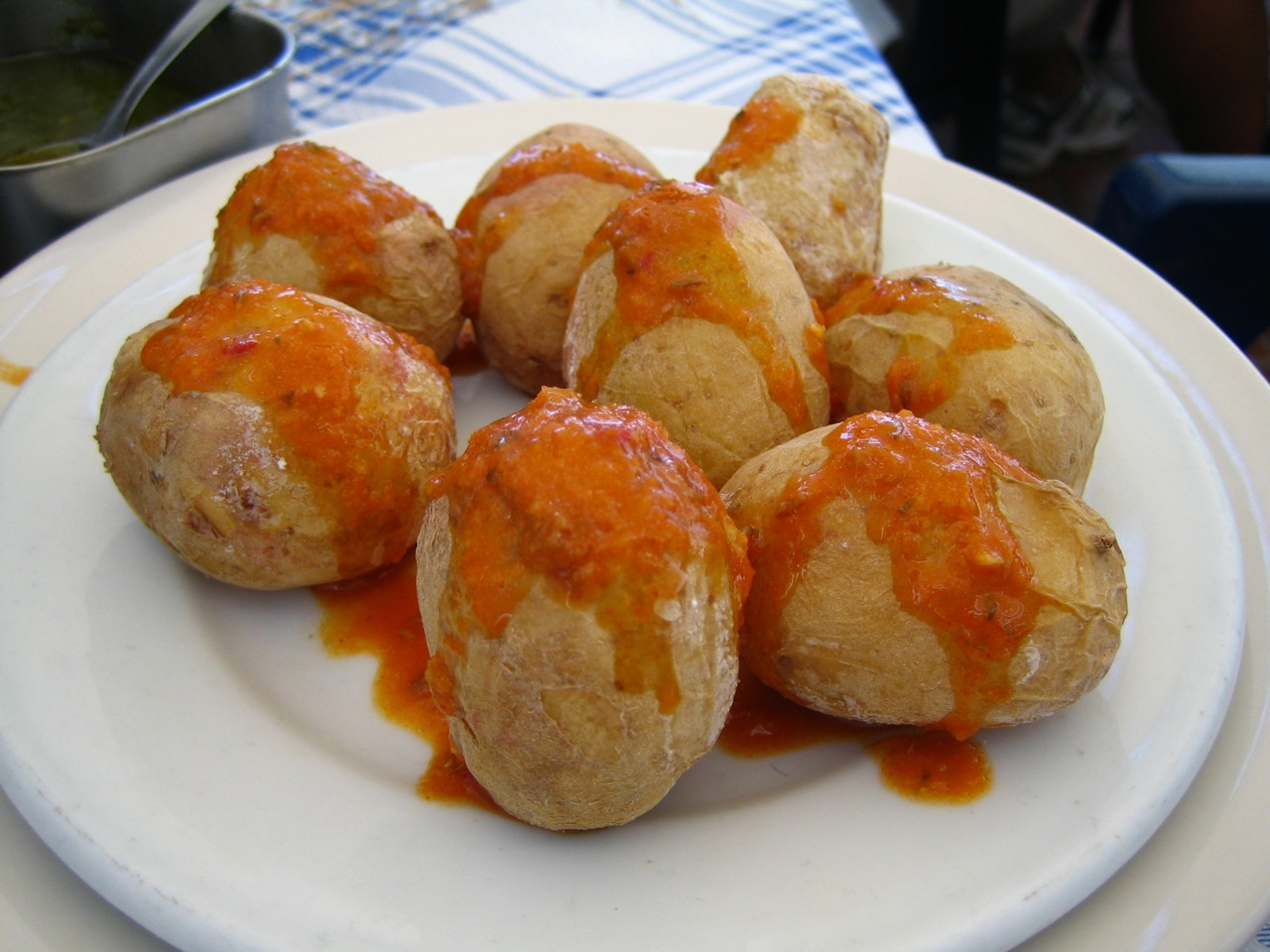
Papas arrugadas con mojo.

En Canarias existe gran diversidad de platos que suelen presentarse como entrantes, o como tapas, conocidos en las islas como enyesques.
- Papas arrugadas[1] con mojo. Destacan por su gran originalidad y sencillez. Las papas arrugadas son hervidas con su propia piel y abundante sal. La estrecha relación histórica entre Canarias y América, junto a las características y diversidad climática de las islas, explican la variedad de papas que se encuentran en el archipiélago (conocidas como bonitas, blancas, negras, nuevas, llagadas, etcétera), así como el alto consumo de este tubérculo. El condimento indispensable para las papas y otros muchos platos isleños son los mojos, salsas tradicionales entre las que destacan el mojo verde y el mojo picón.
- Gofio. Este genuino tipo de harina se puede servir para abrir una comida, ya sea amasado (pella) o mezclado con algún tipo de caldo (gofio escaldado o escaldón). Se puede tomar para desayunar también. El gofio es típico de las Islas, aunque su consumo se ha extendido a otros países en los que la presencia canaria ha sido relevante, como Cuba, Venezuela, Uruguay o el Sáhara Occidental. Recientemente, una empresa familiar de Tenerife ha decidido venderlo en el mercado japonés.[2]

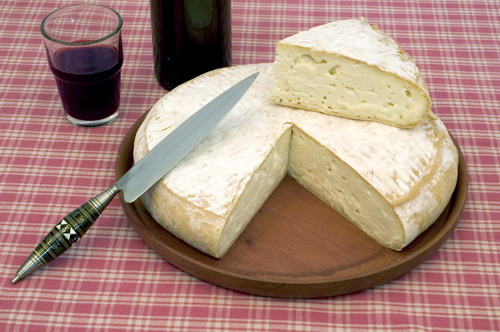
Queso de Flor y cuchillo canario, característico de Gran Canaria y uno de sus símbolos de identidad.

- Quesos. El de cabra es el más común en las islas, dada la importancia del ganado caprino. Tanto el queso palmero de La Palma, como el queso majorero de Fuerteventura y  el queso de flor de Santa María de Guía, en Gran Canaria poseen denominación de origen propia. Otros quesos a destacar son los quesos tiernos. En la isla de La Gomera se elabora una especie de paté, llamado almogrote, cuyo ingrediente fundamental es el queso duro. En algunas islas es tradicional comer el queso asado con mojo.
- Chorizos. Entre los embutidos elaborados en las islas cabe destacar el chorizo canario en sus diferentes versiones (chorizo de Teror en Gran Canaria, de Chacón en Lanzarote, palmero, etcétera). A pesar de tener diferentes denominaciones, todos ellos se presentan como una pasta blanda y fácil de untar procedente de las partes más jugosas del cerdo, generalmente de color anaranjado o rojo dada la inclusión de pimentón en la elaboración.
- Morcilla. En Canarias se prepara un tipo de morcilla dulce, cuyo sabor se debe a la inclusión de batatas, pasas y almendras en la receta.
- Pata asada. Es una de las formas más populares de comer carne de cerdo en Canarias. Suele utilizarse en la elaboración de bocadillos o como enyesque. Se trata de una receta sencilla en la que la pata de cerdo condimentada se asa al horno para después sacar lonchas de ella.
- Mariscos y productos del mar. Los productos marinos más servidos como entrantes son las lapas, preparadas habitualmente sobre una sartén y acompañadas con mojo verde; los burgados; el pulpo, ya sea en salsa, en su jugo o con un salpicón de verduras y vinagreta; y los pejines o gueldes, un tipo de pez pequeño de la familia del boquerón y la sardina que se consumen fritos o secos.

Otros alimentos que se sirven como entrantes son las carajacas (hígados preparados con adobo), la garbanzada (garbanzos compuestos) y la amplia variedad de ensaladas con productos isleños.

## Primeros platos
- Potajes: son la forma más típica de consumir verduras (gracias al frecuente consumo de los mismos, en Canarias hay un alto consumo de verduras). Uno de los más tradicionales es el potaje de berros.
- Caldo de papas: se trata de un sencillo plato típico muy recurrido en los tiempos de pobreza por las familias más humildes de las islas. La papa y el cilantro, que aporta sabor y aroma, son los ingredientes fundamentales.
- Caldo de pescado: el ingrediente estrella suele ser alguno de los pescados propios de las aguas canarias, en especial el mero, la sama y el cherne.
- Rancho canario: receta a base de garbanzos, fideos gordos, papas y carne.
- Caldo de millo: plato muy sabroso y sencillo, elaborado a base de millo (maíz), garbanzos y ajo.
- Caldo de trigo: incorpora trigo, cebolla, tomate y diferentes tipos de carne según la receta.

## Pescados

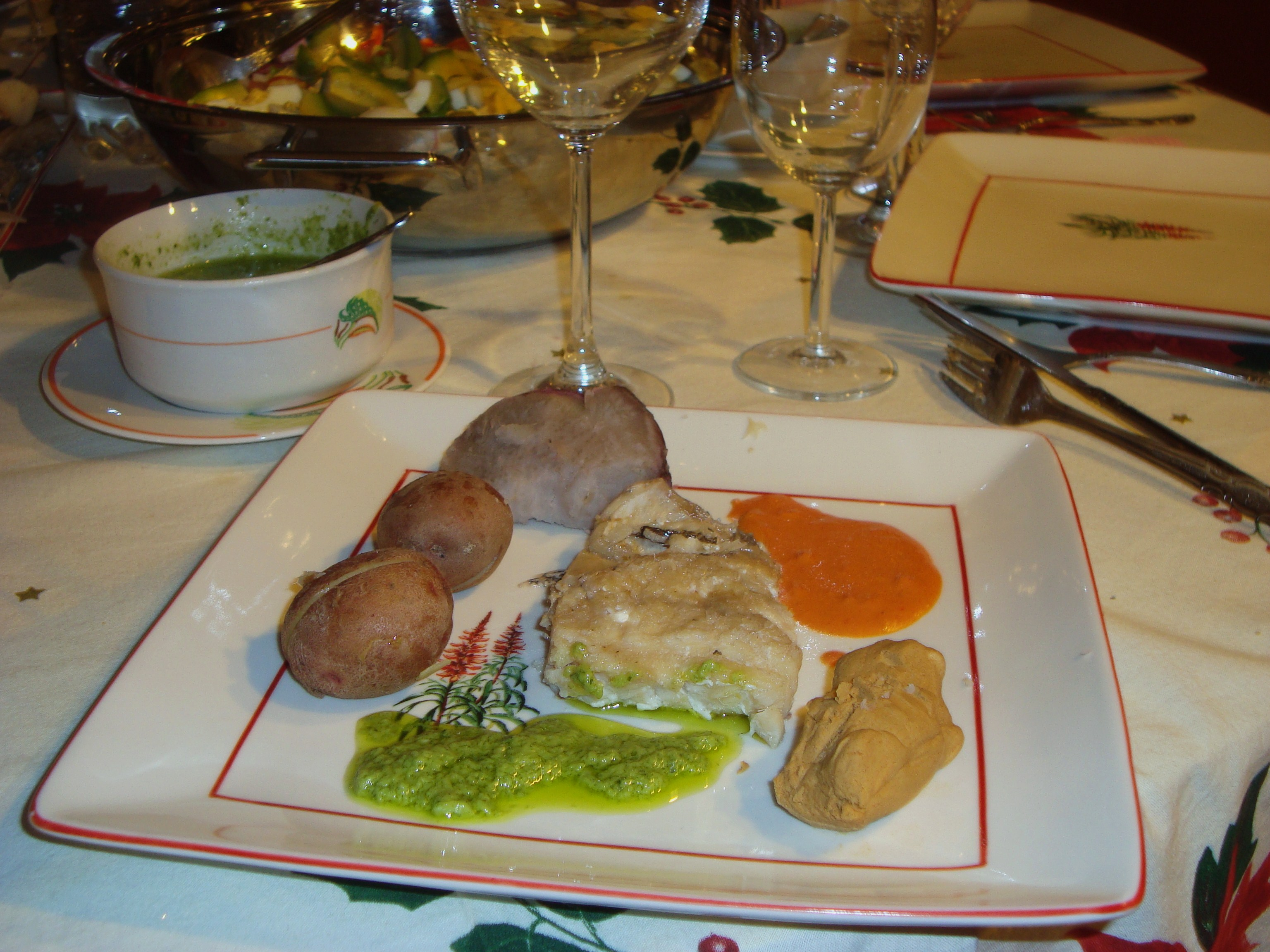
Sancocho canario de cherne, plato típico de las islas a base de pescado salado, papas, batata, mojo y gofio.

Debido a la riqueza de las aguas canarias existen muchas variedades de pescados autóctonos. Entre los más consumidos están la vieja, el cherne, la corvina, la salema, la sama o el bocinegro. Se sirven de múltiples maneras: al horno, a la sal, a la espalda, adobados, fritos, en escabeche, etcétera.
- Sancocho canario. Plato a base de pescado salado hervido (o sancochado), acompañado de papas, batata, gofio y mojo. En Tenerife se sirve en cazuela.
- Pescados secos. El clima de las islas ha favorecido la conservación tradicional de pescado seco, como los tollos (tiras de cazón), que suelen servirse en salsa, o las jareas, pescados abiertos y secados al viento, que se suelen consumir asados.

## Carnes
Entre las carnes, son la de cerdo, el pollo, el conejo y la cabra las más consumidas. 
- Puchero canario. Es el equivalente canario a los cocidos del resto de España. El puchero canario es un completo plato en el que las carnes (de res, de cerdo y de gallina) se acompañan de piñas de millo (mazorca de maíz), batata, papas, legumbres y hortalizas (zanahoria, col).
- Conejo en salmorejo. Una preparación de conejo en una salsa marinada.
- Carne de cabra. Cabe destacar que ha sido desde época aborigen un alimento muy consumido por las familias canarias. La carne de cabra se elabora especialmente en islas como Fuerteventura, con gran tradición en la ganadería caprina. Además, la carne de cabrito, llamado en Canarias baifo, es muy apreciada en celebraciones significativas como la Navidad.
- La carne de cochino es la base de otros platos como la carne fiesta, las costillas con piñas, el compuesto de carne, etcétera.

## Postres y frutas
Entre los postres tradicionales cabe destacar el bienmesabe, a base de azúcar, almendras y huevo; el frangollo, elaborado con harina de millo (maíz), azúcar, almendras y pasas; y las truchas, preparadas principalmente en Navidad, con hojaldre y con distintos rellenos como la crema de batata o el cabello de ángel. Otros postres son la quesadilla herreña, los rosquetes, el quesillo, el Príncipe Alberto, las rapaduras o la leche asada. 
Un ingrediente típico para los postres es la miel de palma, una miel oscura que se obtiene cocinando la savia de las palmeras.
El gofio es otro ingrediente que cobra especial protagonismo en ciertos postres, como los huevos mole (de textura cremosa), o las natillas y el mousse de gofio.
Entre las frutas, cabe destacar las variedades tropicales que se cultivan en las islas. Las frutas más consumidas son el plátano de Canarias, los higos, aguacates, mangos, papayas, higos picos (o tunos) y las frutas de temporada.

## Vinos y licores
En Canarias se cultivan 33 tipos de viña, de las cuales 14 son rojas y 19 blancas. La gran calidad de las viñas se debe a que nunca se ha producido en las islas una plaga importante que haya afectado a las matas. Con la conquista española comenzó el cultivo y la producción de vino, siendo especialmente famoso en la época el vino de malvasía. 
Cultivos por islas:
- En Lanzarote se encuentra la tradicional zona de cultivo de La Geria, una zona vitivinícola única en el mundo, así como la conocida Bodega El Grifo, fundada en 1775. En la isla existe un museo del vino en el que se muestra la historia de este cultivo en la isla. Mozaga, Reymar, Barreto y La Geria las bodegas más famosas. Los tipos de vino que se cultivan en la isla son el Listán Negro y Negramoll. Entre los blancos, se producen el Listán Blanco, Malvasía, Moscatel y Diego. En total, se dedican 2300 Hectáreas al cultivo de la viña.
- En Tenerife existen muchas bodegas, Bodegas Insulares de Tenerife S.A., Brumas de Ayosa, Presas Ocampo, Mocanero,... Destacar entre los vinos con más renombre Viña Norte,"Maceración Carbónica" de bodegas Insulares,  "Ayosa". El vino dulce o dormido destacar el  Humboldt tinto y "Humboldt blanco". Y entre los licores el Fayal y el "Brezal de Hierbas" y "Brezal de Miel". El área cultivada asciende a 7.950 Hectáreas. Es la isla con más denominaciones de origen, que ascienden a cinco según las diversas zonas de la isla.
- En Gran Canaria se cultivan unas 550 Hectáreas, destacando los Vinos del Monte.
- En La Palma existe una denominación de origen desde 1995. La mayor bodega es Bodega Teneguia localizada en Fuencaliente. Otras marcas son Vitego de Garafía, Viña las Toscas de Puntallana, Carballo y Viña Sur de Fuencaliente, Hoyo de Mazo de Mazo, Las Breñas de Breña Alta, y Tamanca de Los Llanos de Aridane. Con las madres del vino se produce en la palma la llamada "mistela" con un 22% de alcohol y la "parra" de alta graduación. También destaca el vino de tea, elaborado en barricas de pino canario.[3]
- En La Gomera la producción de vino es escasa, reuniéndose los viticultores en la Cooperativa Insular con sede en Vallehermoso.
- En El Hierro se cultiva vino en el Golfo. Se cultivan unas 300 hectáreas especialmente de la variedad Vijariego Blanco. La marca más importante es Viña Frontera que se surte de dos bodegas.

### Vinos con Denominación de Origen

Vinos con Denominación de Origen de Canarias.

- Abona
- El Hierro
- Gran Canaria
- Islas Canarias
- La Gomera
- La Palma
- Lanzarote
- Tacoronte-Acentejo
- Valle de Güímar
- Valle de la Orotava
- Ycoden-Daute-Isora

### El ron canario
- Ron Miel
- Ron Blanco

## Miel
- Miel de Tenerife (denominación de origen)